# Storena martini
Storena martini là một loài nhện trong họ Zodariidae.
Loài này thuộc chi Storena. Storena martini được Rudy Jocqué & Barbara C. Baehr miêu tả năm 1992.